# Orlen

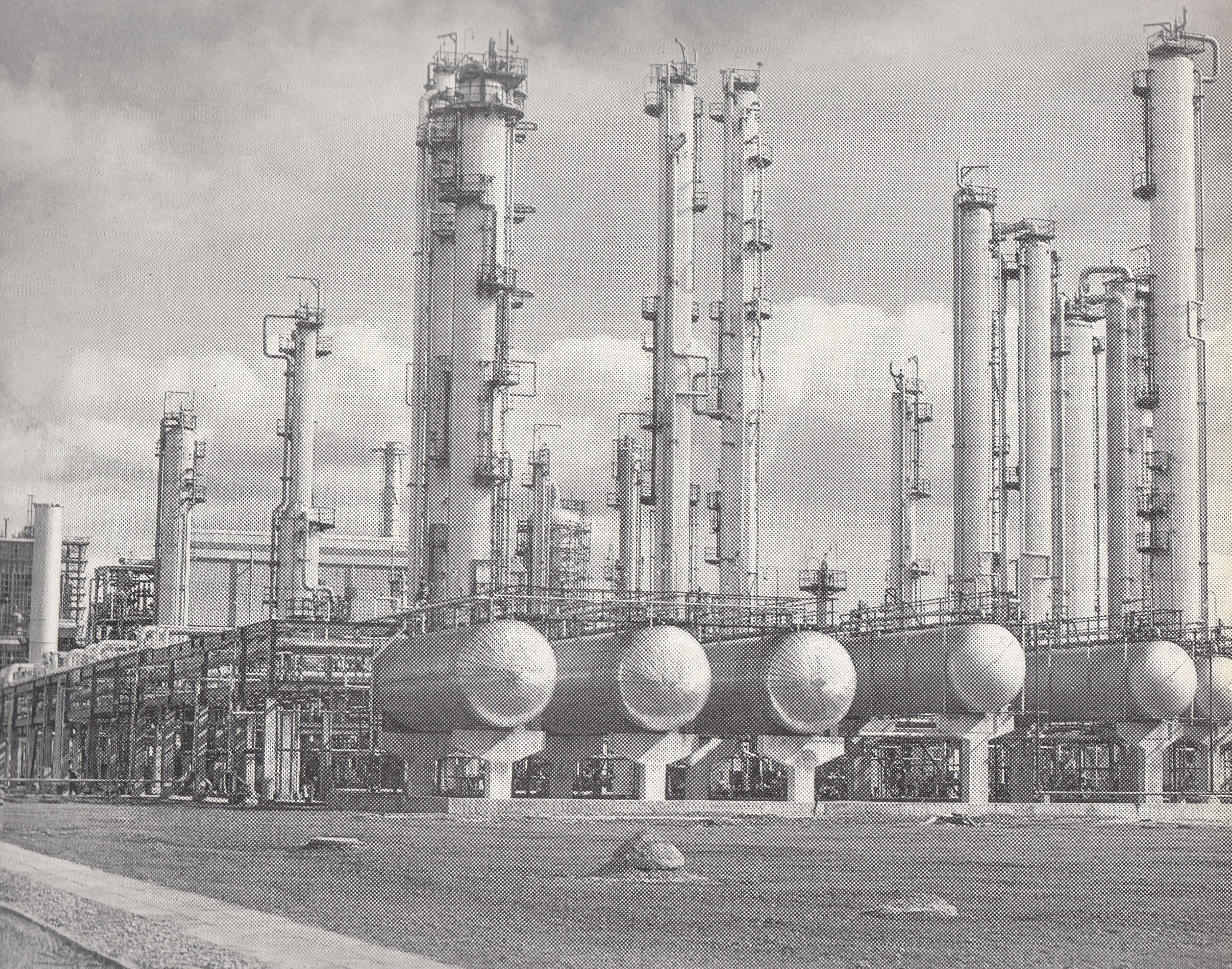
Mazowieckie Zakłady Rafineryjne i Petrochemiczne w Płocku, lata 70.

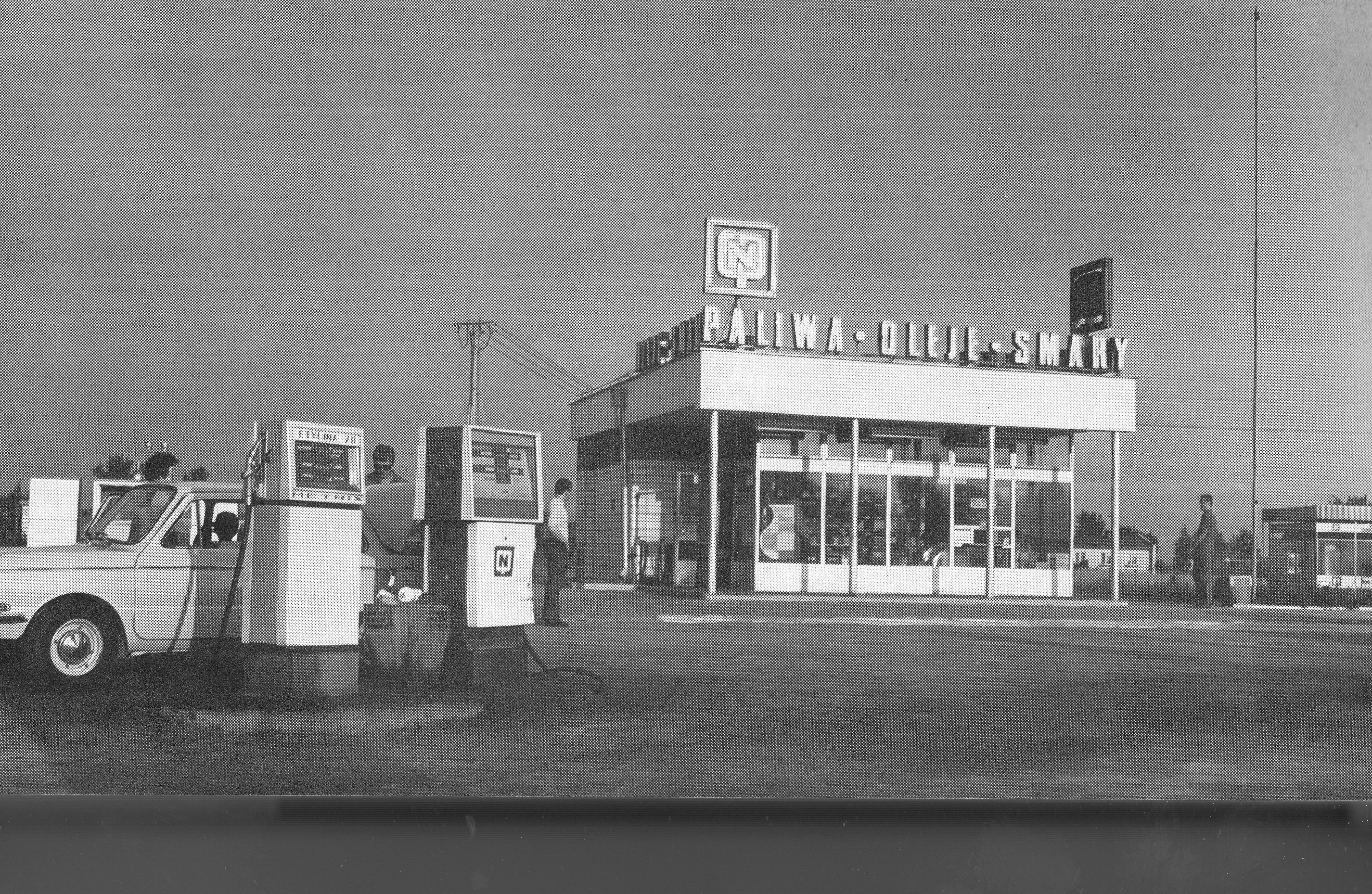
Stacja paliw CPN w Modlinie, lata 70.

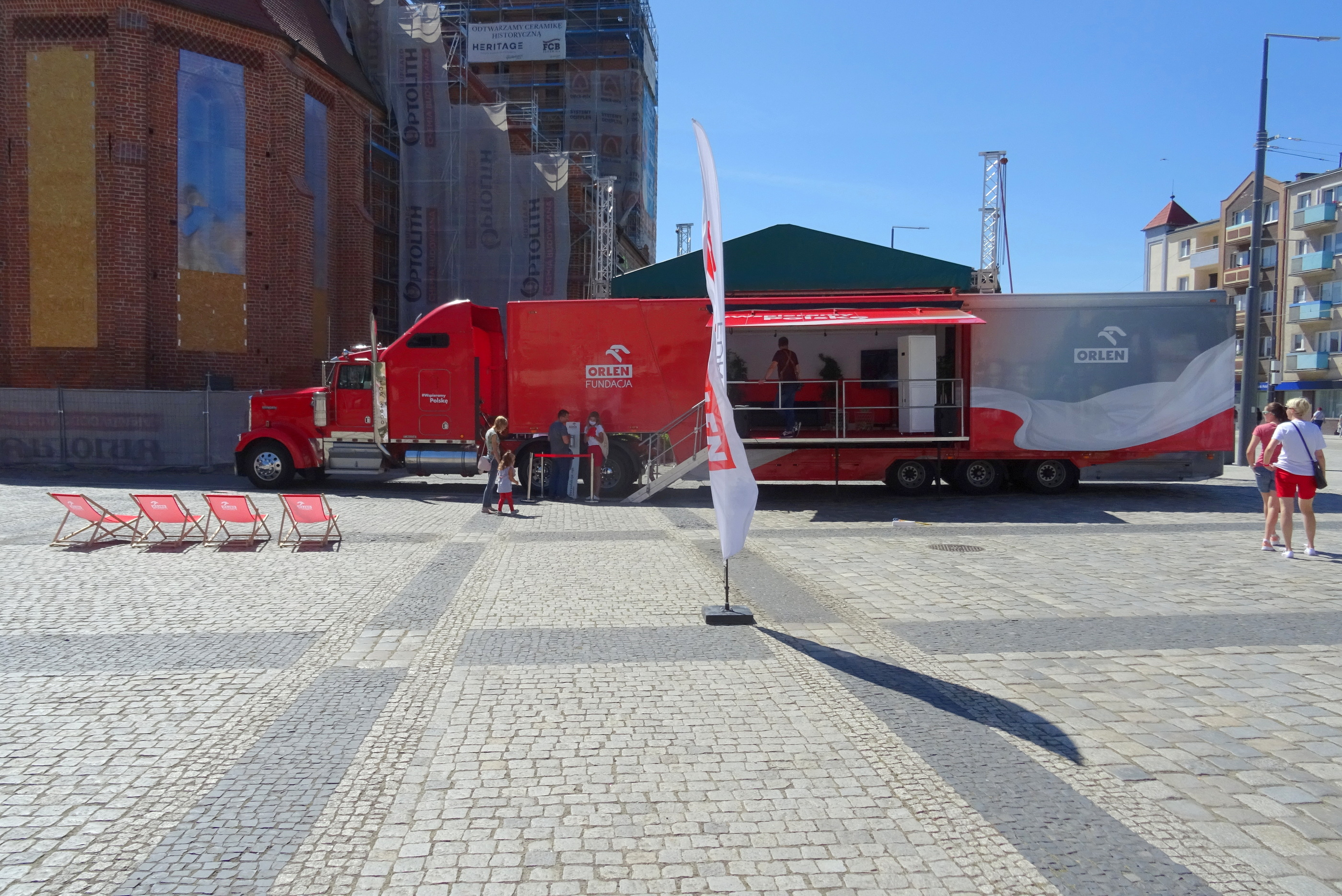
„Wspieramy Polskę” kampania Fundacji Orlen w czasie pandemii Covid-19 (2020)

Orlen Spółka Akcyjna (dawniej Polski Koncern Naftowy Orlen Spółka Akcyjna, PKN Orlen) – polski koncern wielobranżowy, operujący na rynkach biopaliw, gazownictwa (poszukiwania i wydobycie, logistyka i dystrybucja oraz sprzedaż hurtowa i detaliczna gazu ziemnego), energii elektrycznej i cieplnej, petrochemii, prasowym, produkcji nawozów sztucznych, poszukiwań, wydobycia i przerobu ropy naftowej oraz sprzedaży detalicznej. W grupie kapitałowej w 2022 roku zatrudnionych było około 65 tysięcy pracowników. W roku 2022 w zakresie przychodów koncern sytuował się na 155. pozycji na świecie. W 2022 roku nastąpiło znaczące zwiększenie skali działalności koncernu w wyniku przejęcia przez połączenie ze spółkami Grupa Lotos oraz Polskie Górnictwo Naftowe i Gazownictwo. Zrealizowane przejęcia wpisują się w strategiczną politykę koncernu, dążącego do budowy dużej, zdywersyfikowanej w zakresie źródeł przychodów organizacji, rozwijającej w szczególności niskoemisyjne i zeroemisyjne źródła energii elektrycznej, podobnie jak inne duże podmioty europejskie i globalne, operujące pierwotnie głównie na rynku oil&gas. Spółka deklaruje osiągnięcie neutralności emisyjnej do 2050 roku.
Koncern posiada cztery rafinerie ropy naftowej: w Płocku, w Litvínovie i Kralupach nad Vltavou na terenie Czech oraz w Możejkach na Litwie. Zakłady produkcyjne w Płocku i Litvínovie są zintegrowane z kompleksami petrochemicznymi, w których z wsadów pochodzących z produkcji rafineryjnej m.in. w procesie krakingu parowego produkowane są produkty petrochemiczne, takie jak etylen i propylen (jak również powstałe w wyniku w procesie polimeryzacji polietylen i polipropylen), związki aromatyczne (benzen, toluen, paraksylen, ortoksylen), czy aceton, fenol, PTA i polichlorek winylu (PCW). Od 2022 spółka posiada także 70% udziałów w zarządzającej rafinerią ropy naftowej w Gdańsku spółce joint venture z Aramco Overseas Company B.V. Łączne moce przerobowe rafinerii w 2020 roku wyniosły 35,2 mln ton ropy naftowej rocznie (16,3 mln t w Polsce, 8,7 mln t w Czechach i 10,2 mln t na Litwie). W ramach spółki Orlen Południe realizowana jest działalność produkcyjna m.in. w zakresie biopaliw i różnych chemikaliów w zakładach produkcyjnych w Jedliczu i Trzebini, w których na niewielką skalę realizowany jest także przerób ropy naftowej (poniżej 0,3 mln ton surowca rocznie). W 2021 roku spółka posiadała ponad 2900 stacji paliw w Polsce, Niemczech, Czechach i Słowacji, a w ramach grupy kapitałowej 3,3 GW zainstalowanej mocy elektrycznej i 6,2 GW zainstalowanej mocy cieplnej.
Spółka jest notowana na Giełdzie Papierów Wartościowych w Warszawie. W październiku 2017 roku akcje spółki osiągnęły dotychczasową maksymalną wartość 128 złotych za sztukę.

## Historia
W lipcu 1944 r. utworzona została instytucja, której zadaniem było zabezpieczenie infrastruktury naftowej zniszczonej w wyniku długotrwałych działań wojennych oraz okupacyjnych i rozpoczęcie działalności dystrybucyjnej. W październiku tego samego roku utworzono organizację, której nadano nazwę Polski Monopol Naftowy, po czym jeszcze tego samego miesiąca została ona zmieniona na Państwowe Biuro Sprzedaży Produktów Naftowych. 3 grudnia 1945 roku utworzone zostało przedsiębiorstwo pod nazwą „Centrala Produktów Przemysłowych” i od tamtej pory przedsiębiorstwo funkcjonowało pod tą nazwą. W roku 1945 nazwę zmieniono na Centralny Zarząd Obrotu Produktami Naftowymi „CPN”. W roku 1958 przedsiębiorstwo powróciło do wcześniejszej firmy, którą połączono ze skrótem „CPN” – Centrala Produktów Naftowych „CPN”, a w grudniu 1995 roku zostało przekształcone w jednoosobową spółkę Skarbu Państwa.
1 lipca 1993 roku przedsiębiorstwo Mazowieckie Zakłady Rafineryjne i Petrochemiczne przekształcono w spółkę akcyjną Petrochemia Płock S.A.
W maju 1998 r. Rada Ministrów podjęła decyzję o utworzeniu koncernu naftowego. Miał on powstać w wyniku połączenia Centrali Produktów Naftowych CPN SA oraz Petrochemii Płock SA. Działania dotyczące utworzenia nowego podmiotu zostały sformalizowane 7 września 1999, kiedy to przyjął nazwę Polski Koncern Naftowy SA. 3 kwietnia 2000 Nadzwyczajne Walne Zgromadzenie Akcjonariuszy podjęło decyzję o nadaniu spółce nazwy handlowej Orlen.
Z początkiem 2018 roku podpisano list intencyjny rozpoczynający proces wchłonięcia Grupy Lotos przez PKN Orlen.
W styczniu 2019 Orlen poinformował, że wchodzi na rynek słowacki i otwiera stacje paliw pod marką Benzina.
14 lipca 2020 roku spółka PKN Orlen SA i skarb państwa reprezentowany przez Ministerstwo Aktywów Państwowych podpisały list intencyjny w sprawie przejęcia przez PKN Orlen grupy Polskie Górnictwo Naftowe i Gazownictwo (PGNiG).
3 listopada 2020 spółka poinformowała, że zgodnie z podpisaną w czerwcu umową do końca 2020 roku PKN Orlen ma stać się większościowym akcjonariuszem Ruchu, z pakietem 65 proc. udziałów. Celem inwestycji jest wzmocnienie segmentu detalicznego Grupy Orlen.
7 grudnia 2020 PKN Orlen ogłosił podpisanie umowy przedwstępnej na nabycie całości akcji spółki Polska Press, będącej m.in. wydawcą 20 dzienników regionalnych i serwisów internetowych od niemieckiego holdingu Verlagsgruppe Passau. 5 lutego 2021 nieostateczną zgodę na transakcję wydał Urząd Ochrony Konkurencji i Konsumenta (UOKiK), jednak decyzją SOKiK z dnia 8 kwietnia 2021 r. przejęcie grupy Polska Press zostało wstrzymane. Pomimo tego 1 marca 2021 doszło do podpisania umowy kupna spółki Polska Press pomiędzy Verlagsgruppe Passau i PKN Orlen S.A. 15 września 2021 roku przejęcie Polska Press zostało wpisane do KRS.
W marcu 2021 roku PKN Orlen wykupił 100 proc. udziałów spółki transportowej OTP, jednego z największych przewoźników paliw w Polsce.
16 marca 2022 roku PKN Orlen uzyskał warunkową zgodę Urzędu Ochrony Konkurencji i Konsumenta (UOKiK) na fuzję z Polskim Górnictwem Naftowym i Gazownictwem (PGNiG). Warunkiem UOKiK-u jest oddanie przez PGNiG kontroli nad spółką Gas Storage Poland niezależnemu inwestorowi w ciągu 12 miesięcy od połączenia ze spółką PKN Orlen. 26 września 2022 roku Rada Ministrów wydała zgodę na połączenie PGNiG i PKN Orlen SA. 10 października 2022 roku Walne Nadzwyczajne Zgromadzenie akcjonariuszy spółki PGNiG SA zdecydowało o fuzji PKN Orlen z PGNiG. 2 listopada 2022 roku nastąpiło przejęcie PGNiG przez PKN Orlen i połączenie obu spółek. 28 czerwca 2024 Gaz-System podpisał z Orlenem umowę o przejęciu od niego wszystkich udziałów w Gas Storage Poland sp. z o.o..
19 lipca 2022 Rada Ministrów wydała zgodę na połączenie Grupy Lotos i PKN Orlen. 1 sierpnia 2022 PKN Orlen sfinalizował formalne przejęcie Grupy Lotos.
Z dniem 3 lipca 2023 spółka zaczęła funkcjonować jako Orlen, usuwając z nazwy frazę „Polski Koncern Naftowy”.

## Rozwój elektroenergetyki
W latach 2011–2018 PKN Orlen zwiększył istotnie potencjał produkcji energii elektrycznej przez budowę dwóch elektrociepłowni gazowo-parowych zlokalizowanych w Płocku oraz we Włocławku. Bloki te zwiększyły mocy wytwórcze koncernu do 1,5 GWe. Blok gazowo-parowy we Włocławku ma moc 463 MWe. Całkowity koszt inwestycji szacowany jest na około 1,4 mld zł. Wykonawcą projektu było konsorcjum General Electric i SNC Lavalin. Moc nowego bloku w Płocku to 596 MWe. Głównym wykonawcą przedsięwzięcia jest konsorcjum firm grupy Siemens. Koszt inwestycji to około 1,65 mld zł.
Od 2020 roku PKN Orlen posiada większościowy pakiet udziałów w spółce Energa (90,92% w 2022 roku) i dąży do wykupu pozostałych inwestorów mniejszościowych w akcjonariacie. Energa realizuje od 2022 roku projekty budowy elektrociepłowni gazowo-parowych w Grudziądzu (563 MWe) i Ostrołęce (745 MWe). Budowa bloku CCGT w Ostrołęce rozpoczęła się w marcu 2022, a szacunkowy koszt inwestycji wynosi 2,5 mld zł. Z kolei prace nad budową bloku CCGT w Grudziądzu zainicjowano w czerwcu 2022 (szacunkowy koszt inwestycji wynosi 2 mld zł). Analizowana jest także budowa elektrociepłowni gazowo-parowej w Gdańsku (ok. 450 MWe), jednak w trzecim kwartale 2022 PKN Orlen i Energa nie podjęły ostatecznej decyzji w sprawie realizacji projektu, która uzależniona jest od podpisania umowy o świadczenie usług w ramach rynku mocy.
Przejęcie przez połączenie PKN Orlen i PGNiG przewidywane w czwartym kwartale 2022 oznacza, że w skład grupy kapitałowej wejdzie także spółka PGNiG Termika, dysponująca aktywami wytwórczymi o 1,0 GWe mocy zainstalowanej. Spółka planuje budowę morskich elektrowni wiatrowych, w tym pierwszej w joint venture z kanadyjską spółką Northland Power w ramach projektu Baltic Power, a w przyszłości także małych i mikro reaktorów jądrowych (SMR, MMR).

## Surowce i produkty procesów
Pozyskiwane surowce odnawialne to woda, powietrze, estry oraz bioetanol, zaś nieodnawialne to ropa naftowa, gaz ziemny oraz surowce pochodzące z grupy tzw. chemikaliów pomocniczych.
Produkty powstające w procesie rafinacji to:
- produkty paliwowe: benzyny, oleje napędowe lekkie i ciężkie, oleje opałowe, paliwa lotnicze
- produkty rafineryjne: benzyny lekkie, średnie i ciężkie
- produkty petrochemiczne: etylen, propylen, paraksylen, kwas tereftalowy, fenol, aceton, benzen, butadien, tlenek etylenu i glikole
- poliolefiny: polietylen, polipropylen, polichlorek winylu, nawozy i inne (woski, siarka, gips) oraz asfalty, bazy olejowe i nawozy.

W 2015 r. ze sprzedaży olejów napędowych koncern uzyskał przychody w wysokości 37 093 mln zł, a ze sprzedaży benzyn 21 674 mln zł. Te paliwa okazały się być najbardziej dochodowe. Dane dotyczące przychodów z poszczególnych typów paliw zestawiono w tabeli.
| Rodzaj paliwa              | Wartość przychodu (mln zł) |
| -------------------------- | -------------------------- |
| Olej napędowy              | 37 093                     |
| Benzyna                    | 21 674                     |
| Ciężki olej opałowy        | 2860                       |
| Paliwo lotnicze (JET-A1)   | 2000                       |
| LPG                        | 1938                       |
| Etylen                     | 1577                       |
| Olej opałowy lekki Ecoterm | 1536                       |
| PTA                        | 1532                       |
| Propylen                   | 1401                       |
| Asfalty                    | 1377                       |

## Segmenty działalności

### Downstream
W tym segmencie koncern prowadzi działalność związaną z rafinacją i przerobem surowców oraz ze wszystkimi kwestiami towarzyszącymi wydobyciu. Podzielony jest na produkcję, sprzedaż, energetykę, logistykę, źródła zaopatrzenia.

#### Produkcja
Spółka posiada rafinerie w Polsce, Czechach oraz na Litwie. W 2020 roku zdolności w zakresie przerobu ropy naftowej wyniosły 35,2 mln ton surowca rocznie (Płock – 16,3 mln ton, Mažeikiai – 10,2 mln ton, Litvinov – 5,4 mln ton, Kralupy nad Vltavou – 3,3 mln ton).
Od 2022 roku Orlen posiada także 70% udziałów w spółce Rafineria Gdańska, dawniej Lotos Asfalt (joint venture z Aramco Overseas Company B.V.), zarządzającej rafinerią w Gdańsku o zdolności do przerobu 10,5 mln ton ropy naftowej rocznie, będącą wcześniej własnością Grupy Lotos, przejętej przez Orlen w wyniku połączenia obu spółek.

##### Rafineria w Płocku
Zakład produkcyjny Orlen w Płocku o mocach przerobowych 16,3 mln t/rok jest jednym z największych i najnowocześniejszych zakładów przetwarzających surowce petrochemiczne na terenie Europy Środkowo-Wschodniej. Obiekt sklasyfikowany został jako Super-Site. Proces produkcyjny przebiega z wykorzystaniem Instalacji Olefin, o mocach wytwórczych około 700 tys. ton etylenu i około 380 tys. ton propylenu. Modernizacja obiektu rozpoczęła się w 2002 r. i jej wykonawcą była firma ABB Lummus. Koszt modernizacji wyniósł 245 mln euro.

##### Rafinerie w Trzebini oraz Jedliczu
Rafinerie w Trzebini oraz Jedliczu, zlokalizowane na południu Polski w 2015 r. zostały połączone i funkcjonują jako Orlen Południe. Głównym obszarem działania rafinerii są usługi związane z magazynowaniem i dystrybucją paliw, produkcją biokomponentów, baz olejowych, olejów opałowych, a także regeneracją olejów przepracowanych.

##### Sprzedaż
W dział sprzedaży wchodzi hurt rafineryjny i hurt petrochemiczny. Rynki polski, litewski oraz czeski są rynkami macierzystymi. W 2015 r. hurtowa sprzedaż produktów rafineryjnych prowadzona była, wyłączając tereny Polski, z państwami: Czechy, Niemcy, Słowacja, Węgry, Litwa, Łotwa, Estonia, Finlandia i Ukraina oraz drogą morską do terminali przeładunkowych Europy Zachodniej. W 2015 r. udziały rynkowe utrzymały się na poziomie 59,5% dzięki sprzedaży benzyny i oleju napędowego przez Grupę Orlen na rynku polskim. Swój sukces na rynku sprzedaży zawdzięcza też bogatemu portfolio produktów rafineryjnych, m.in. benzyny, oleju napędowego, paliwa lotniczego, olejów opałowych lekkich i ciężkich oraz szerokiej gamy produktów i półproduktów pozapaliwowych.

#### Logistyka
Orlen wykorzystuje sieć uzupełniających się elementów infrastruktury: terminali paliw, lądowych i morskich baz przeładunkowych, sieci rurociągów surowcowych. W roku 2015 logistyka produktów w Grupie Orlen była realizowana za pomocą rurociągów, transportem kolejowym oraz cysternami samochodowymi. W 2015 r. łączna długość wykorzystywanych sieci wyniosła 3753 km, z czego długość sieci w Polsce wyniosła 1880 km, w Czechach 1774 km, zaś na Litwie 91 km. Łączna długość wykorzystywanych rurociągów surowcowych wyniosła 1695 km, zaś rurociągów produkcyjnych 2058 km. W Polsce niemal 53% środków transportu stanowią rurociągi, 26% transportu odbywa się drogą kolejową, zaś 21% cysternami.
Koncern ma obecnie dostęp do dwóch terminali w Gdańsku i Butyndze.
Terminal naftowy PERN w Gdańsku
Prace przy budowie terminalu naftowego rozpoczęły się 21 lutego 2014 roku. Wartość inwestycji to około 412 mln zł, pojemność magazynowa obiektu 375 tys. m³. I etap budowy: budowa sześciu zbiorników na ropę naftową o pojemności 62,5 tys. m³ każdy (łącznie 375 tys. m³), wraz z infrastrukturą niezbędną do ich obsługi. Realizacja pozwoli na przeładunek, magazynowanie i inne usługi związane z ropą naftową.
II etap budowy: budowa zbiorników o pojemności 325 tys. m³, które będą służyły do magazynowania produktów ropopochodnych, chemikaliów, paliwa lotniczego JET oraz biokomponentów dodawanych do paliw.
Terminal naftowy SPM Buoy w Butyndze (Litwa)
Terminal w Butyndze oddany został do użytku w 1999 roku i jest połączony z rafinerią w Możejkach rurociągiem o długości 91,5 km.
Rocznie obiekt pozwala na przyjęcie do 12 mln ton ropy.

##### Bazy paliw[42]
Orlen bezpośrednio i pośrednio jest właścicielem Podziemnego Magazynu Ropy i Paliw „Góra” oraz następujących terminali paliw:
- Bolesławiec (woj. dolnośląskie), planowany do zbycia wobec warunków KE w zakresie przejęcia Grupy Lotos
- Gdańsk (woj. pomorskie), planowany do zbycia wobec warunków KE w zakresie przejęcia Grupy Lotos
- Gutkowo (woj. warmińsko-mazurskie), planowany do zbycia wobec warunków KE w zakresie przejęcia Grupy Lotos
- Lublin (woj. lubelskie)
- Małaszewicze (woj. lubelskie)
- Mościska (woj. mazowieckie)
- Nowa Sól (woj. lubuskie)
- Olszanica [Kraków] (woj. małopolskie)
- Ostrów Wielkopolski (woj. wielkopolskie)
- Płock (woj. mazowieckie)
- Sokółka (woj. podlaskie)
- Szczecin (woj. zachodniopomorskie), planowany do zbycia wobec warunków KE w zakresie przejęcia Grupy Lotos
- Świnoujście (woj. zachodniopomorskie)
- Trzebinia (woj. małopolskie)
- Widełka (woj. podkarpackie)
- Wrocław (woj. dolnośląskie)
- Żurawica (woj. podkarpackie)

W ramach systemu logistycznego Orlen w 2021 roku wykorzystywane były także wybrane bazy paliw należące do innych podmiotów: PERN (Boronów, Dębogórze, Emilianów, Koluszki, Nowa Wieś Wielka, Rejowiec), Grupy Lotos (Gdańsk) oraz TanQuid (Radzionków).
Nabywcą terminali paliw zbywanych w ramach warunków KE w zakresie przejęcia Grupy Lotos będzie spółka Unimot, która będzie także nabywcą zbywanych terminali paliw Grupy Lotos z wyłączeniem terminala paliw w Gdańsku (Czechowice-Dziedzice, Jasło, Piotrków Trybunalski, Poznań, Rypin). Tym samym Orlen po przekształceniach nadal będzie dysponować terminalem paliw w lokalizacji Gdańsk.

### Źródła zaopatrzenia

#### Ropa naftowa
Dostawy surowca do wybuchu wojny na Ukrainie w roku 2022 były zapewniane rurociągiem „Przyjaźń” z Rosji oraz drogą morską rurociągiem Pomorskim. Grupa Orlen Lietuva jest zaopatrywana w surowiec przez terminal w Butyndze. W grupie Unipetrol główne kierunki zaopatrzenia w surowiec stanowią południowy odcinek rurociągu „Przyjaźń” dla rafinerii w Litvínovie oraz rurociągi TAL i IKL dla rafinerii w Kralupach. Rafineria w Litvínovie jest też zaopatrywana przez rurociągi TAL i IKL. W roku 2023, 90% przerabianej ropy naftowej w grupie pochodziło ze źródeł nierosyjskich, tj. z Arabii Saudyjskiej, Norwegii, Afryki Zachodniej i Stanów Zjednoczonych.
Orlen zapewnia ropę naftową do rafinerii w Płocku oraz trzech rafinerii z Grupy Orlen zlokalizowanych odpowiednio w Litvínovie i Kralupach w Czechach oraz w Możejkach na Litwie. Zakupy gazu ziemnego opierają się na długoterminowym kontrakcie pomiędzy PKN Orlen i PGNiG oraz na umowach z dostawcami alternatywnymi. Ponadto Grupa Orlen realizuje szereg projektów poszukiwawczo-wydobywczych w celu pozyskania własnych źródeł gazu i ropy naftowej.

#### Gaz ziemny
Zakupy gazu ziemnego opierają się na długoterminowym kontrakcie pomiędzy PKN Orlen i PGNiG oraz na umowach z dostawcami alternatywnymi. Ponadto realizowany jest również szereg projektów poszukiwawczo-wydobywczych w celu pozyskania własnych źródeł gazu i ropy naftowej.

#### Działalność wydobywcza

##### Działalność w Polsce
Działania w zakresie rozpoznawania oraz eksploatacji gazu ziemnego oraz ropy naftowej są obecnie prowadzone na terenie 8 województw: pomorskiego, kujawsko-pomorskiego, mazowieckiego, wielkopolskiego, łódzkiego, lubelskiego, podkarpackiego i małopolskiego. Wydobycie gazu ziemnego odbywa się obecnie we współpracy z PGNiG. Zasoby (potwierdzone lub prawdopodobne) 2P posiadane przez Grupę Orlen w Polsce wyniosły na koniec 2015 roku 8,2 mln baryłek ekwiwalentu ropy naftowej (MM BOE). Liczba koncesji wyniosła 15, zaś liczba odwiertów 14. W 2015 r. koncern prowadził prace, samodzielnie lub z partnerem, na obszarze 29 koncesji.

##### Działalność w Kanadzie
Działalność wydobywcza prowadzona jest w prowincji Alberta, przy zastosowaniu technik odwiertów horyzontalnych oraz szczelinowania hydraulicznego.
W 2015 roku rozpoczęto 16 takich operacji. W efekcie uzyskano średnią produkcję w 4 kwartale 2015 roku na poziomie ponad 7,3 tys. baryłek ekwiwalentu ropy dziennie (MBOE/D), z czego 45% stanowiły węglowodory ciekłe (ropa oraz kondensat).

## Zarządzanie
Grupa Kapitałowa Orlen składa się z jednostki dominującej Orlen S.A. wraz ze 209 spółkami zależnymi (stan na 2024 rok).
W roku 2022 agencja ratingowa Moody’s Investors Service przyznała koncernowi najwyższą dotychczasową ocenę ratingu na poziomie A3 z perspektywą stabilną. W roku 2024 agencja utrzymała ocenę ratingową.
Skonsolidowane wyniki grupy:
| Rok  | Przychód [mln zł] | Wynik netto [mln zł] |
| ---- | ----------------- | -------------------- |
| 2014 | 106 832           | -5 811               |
| 2015 | 88 336            | 2 387                |
| 2016 | 79 553            | 5 740                |
| 2017 | 95 364            | 7 173                |
| 2018 | 109 706           | 8 324                |
| 2019 | 111 203           | 4 298                |
| 2020 | 86 180            | 2 825                |
| 2021 | 131 341           | 11 188               |
| 2022 | 282 415           | 39 819               |
| 2023 | 372 767           | 20 727               |
| 2024 | 294 976           | 1 383                |

### Spółki zależne

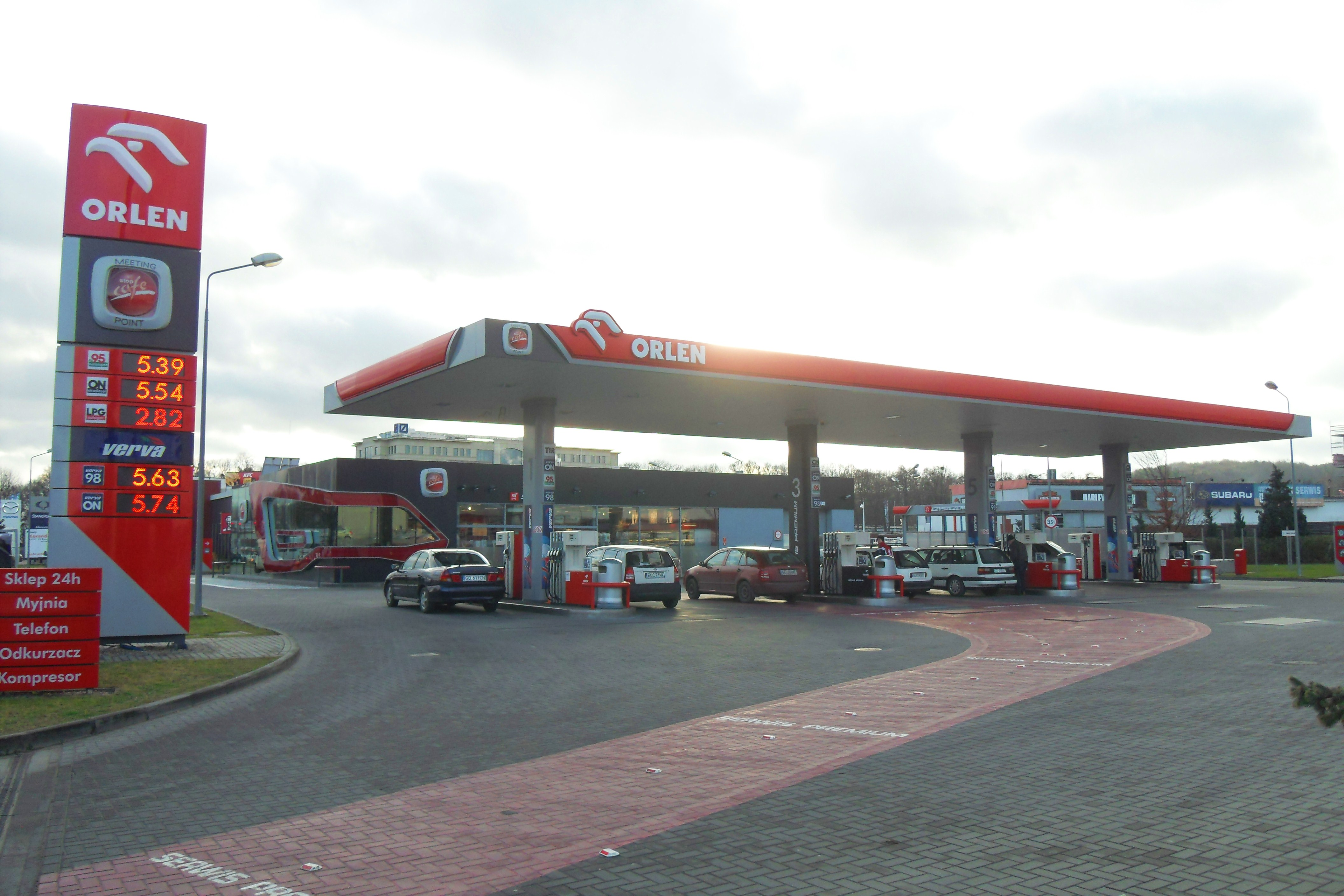
Stacja paliw Orlen Stop Cafe w Gdańsku
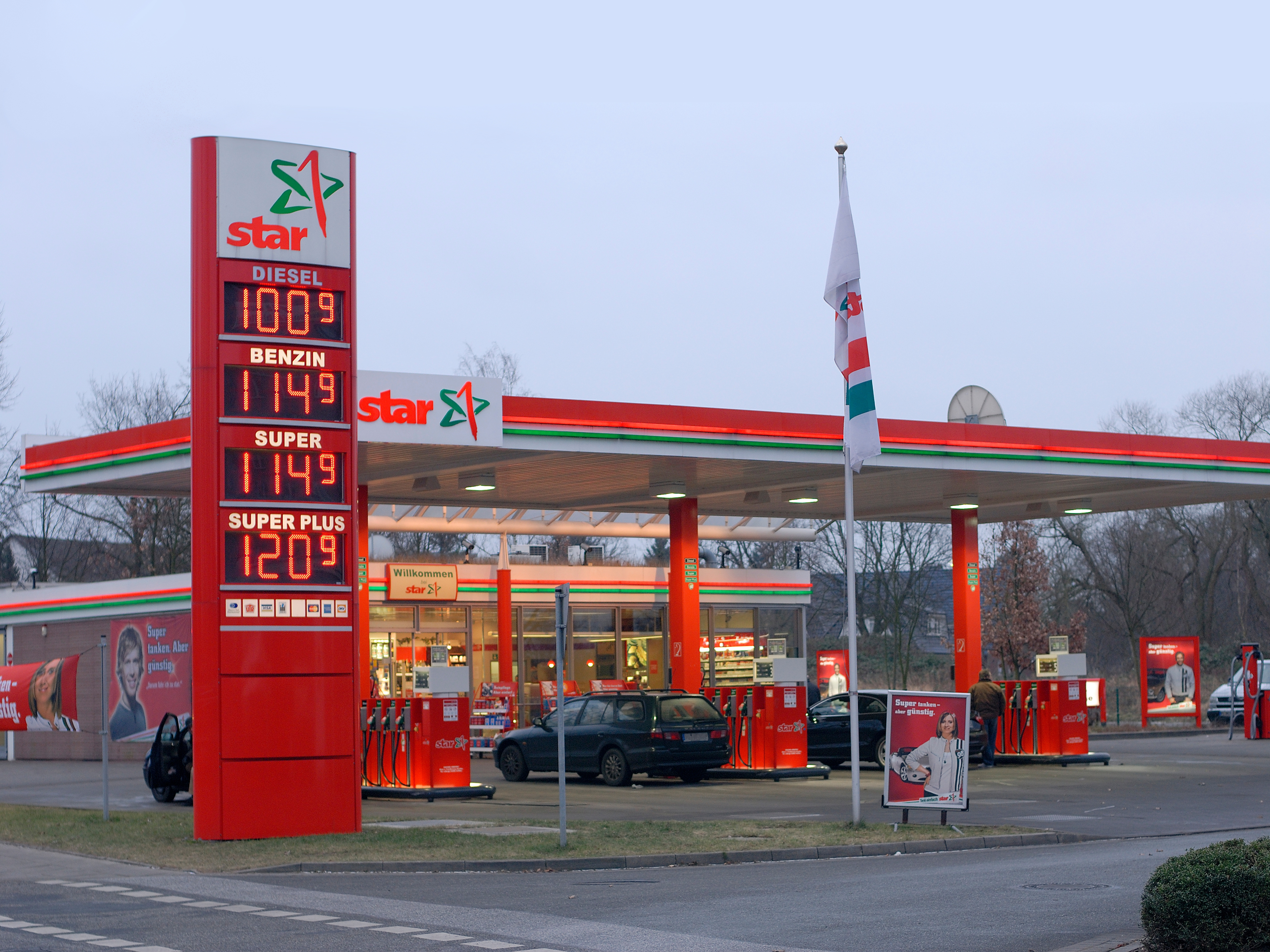
Jedna ze stacji paliw PKN Orlen w Niemczech pod marką „Star”
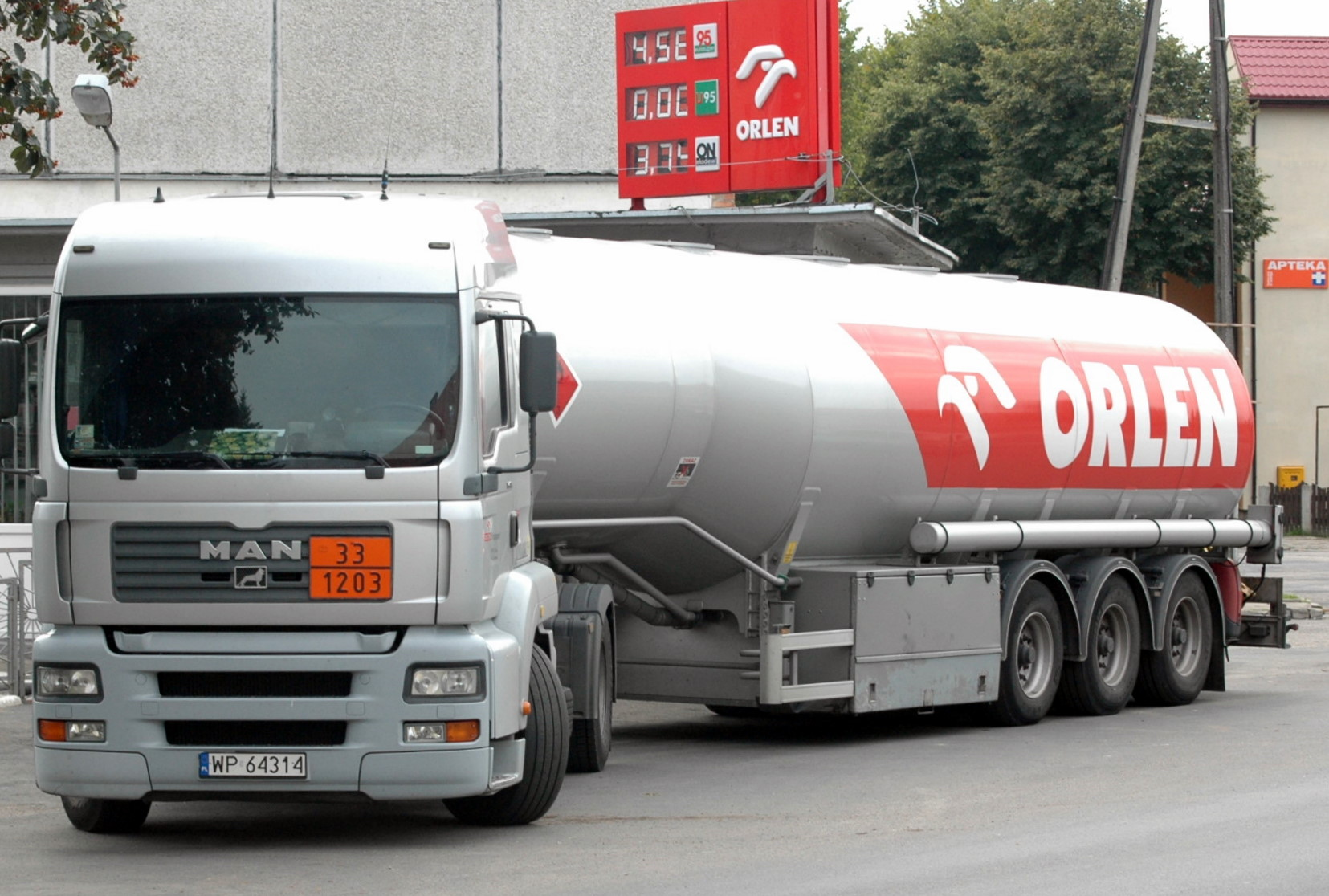
Ciągnik siodłowy MAN TGA z naczepą cysterną do przewozu cieczy i płynów (z przodu ciągnika tablica ADR)
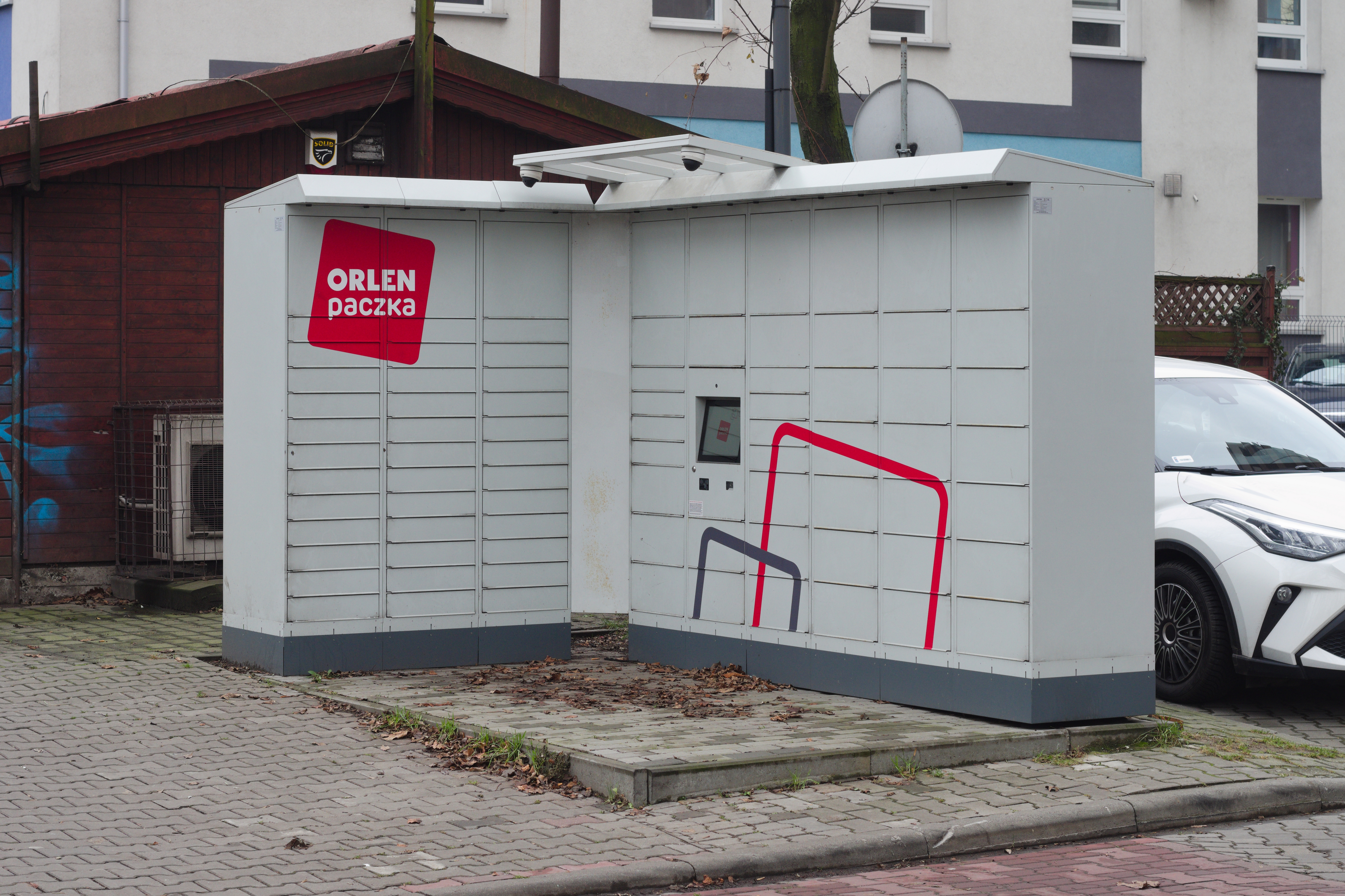
Automat pocztowy Orlen Paczka w Bytomiu (2022)

Spółki zależne grupy kapitałowej Orlen:
- Anwil S.A.
- Baltic Power Sp. z o.o.
- Basell Orlen Polyolefins Sp. z o.o. (50,00%)
- Dewon PSA (36,38%)
- Energa S.A. (90,92%)
- Exalo Drilling S.A.
- Gas-Trading S.A. (43,41% oraz udział pośredni 36,17%)
- Grupa Azoty Polyolefins (17,30%)
- Geofizyka Kraków S.A. (w likwidacji w upadłości likwidacyjnej)
- Geofizyka Toruń S.A.
- IKS Solino S.A.
- LLC „Karpatgazvydobuannya” (85,00%)
- Kopalnia Soli Lubień Sp. z o.o.
- Lotos Gaz S.A. (w likwidacji)
- Lotos Green H2 Sp. z o.o.
- Lotos Kolej Sp. z o.o.
- Lotos Lab Sp. z o.o.
- Lotos Ochrona Sp. z o.o.
- Lotos Petrobaltic S.A. (99,99%)
- Lotos Serwis Sp. z o.o.
- Lotos Straż Sp. z o.o.
- Lotos SPV 3 Sp. z o.o.
- Lotos SPV 4 Sp. z o.o.
- Lotos SPV 6 Sp. z o.o.
- Lotos Upstream Sp. z o.o.
- Orlen Administracja Sp. z o.o.
- Orlen Asfalt Sp. z o.o.
- Orlen Aviation Sp. z o.o.
- AB Orlen Baltics Retail
- Orlen Budonaft Sp. z o.o.
- Orlen Capital AB
- Orlen Centrum Serwisowe Sp. z o.o.
- Orlen Centrum Usług Korporacyjnych Sp. z o.o.
- Orlen Deutschland(inne języki) GmbH
- Orlen Eko Sp. z o.o.
- Orlen Energia Sp. z o.o.
- Orlen Holding Malta Limited
- Orlen International Trading (Suzhou) Co., Ltd.
- Orlen Laboratorium S.A.
- AB Orlen Lietuva
- Orlen Neptun Sp. z o.o.
- Orlen Nieruchomości Sp. z o.o.
- Orlen Ochrona Sp. z o.o.
- Orlen OIL Sp. z o.o.
- Orlen Olefiny Sp. z o.o.
- Orlen Paliwa Sp. z o.o.
- Orlen Południe S.A.
- Orlen Projekt S.A.
- Orlen Serwis S.A.
- Orlen Synthos Green Energy Sp. z o.o. (50,00%)
- Orlen Trading Switzerland GmbH
- Orlen Transport Sp. z o.o.
- Orlen Unipetrol a.s.
- Orlen Upstream Sp. z o.o.
- Orlen Usługi Finansowe Sp. z o.o.
- Orlen VC Sp. z o.o.
- Orlen Wind 3 Sp. z o.o.
- PFK Gaskon S.A. (45,94%)
- PGNiG BioEvolution Sp. z o.o.
- PGNiG Gazoprojekt S.A. (95,17%)
- PGNiG Obrót Detaliczny Sp. z o.o.
- PGNiG Serwis Sp. z o.o.
- PGNiG SPV 6 Sp. z o.o.
- PGNiG SPV 10 Sp. z o.o.
- PGNiG Supply & Trading GmbH
- PGNiG Technologie S.A.
- PGNiG Termika S.A.
- PGNiG Upstream North Africa B.V.
- PGNiG Upstream Norway AS
- PGNiG Upstream Polska Sp. z o.o.
- PGNiG Ventures Sp. z o.o.
- Płocki Park Przemysłowo-Technologiczny Sp. z o.o. (50,00%)
- Polska Press Sp. z o.o.
- Polska Spółka Gazownictwa Sp. z o.o.
- Polski Gaz Towarzystwo Ubezpieczeń Wzajemnych
- Rafineria Gdańska Sp. z o.o. (70,00%)
- Ruch S.A. (65,00%)
- Ship-Service S.A. (60,86%, w likwidacji)
- System Gazociągów Tranzytowych „EuRoPol Gaz” (48,00% oraz udział pośredni 3,18%)
- Sigma Bis S.A. (66,00%)
- Solgen Sp. z o.o. (60,00%)
- ZWUG Intergaz Sp. z o.o. (38,30%)

### Dotychczasowi prezesi Zarządu
- Andrzej Modrzejewski – od 16 kwietnia 1999 do 8 lutego 2002 (do 6 września 1999 jako prezes Zarządu Petrochemii Płock SA)
- Zbigniew Wróbel – od 8 lutego 2002 do 28 lipca 2004
- Jacek Walczykowski(inne języki) – od 28 lipca 2004 do 16 sierpnia 2004
- Igor Chalupec – od 21 września 2004 do 18 stycznia 2007
- Piotr Kownacki – od 18 stycznia 2007 do 28 lutego 2008
- Wojciech Heydel(inne języki) – od 30 kwietnia 2008 do 18 września 2008
- Jacek Krawiec – od 18 września 2008 do 16 grudnia 2015[57]
- Wojciech Jasiński – od 16 grudnia 2015 do 5 lutego 2018[57]
- Daniel Obajtek – od 5 lutego 2018 do 5 lutego 2024[58]
- p.o. Witold Literacki – od 6 lutego 2024[59] do 10 kwietnia 2024
- Ireneusz Fąfara – od 11 kwietnia 2024[60]

### Władze spółki

#### Zarząd
- Ireneusz Fąfara – Prezes Zarządu[61]
- Witold Literacki – Wiceprezes Zarządu ds. Korporacyjnych[62]
- Magdalena Bartoś – Wiceprezes Zarządu ds. Finansowych[63]
- Ireneusz Sitarski – Wiceprezes Zarządu ds. Handlu Hurtowego i Logistyki[62]
- Robert Soszyński – Wiceprezes Zarządu ds. Operacyjnych
- Marek Balawejder – Członek Zarządu ds. Sprzedaży Detalicznej[64]
- Wiesław Prugar – Członek Zarządu ds. Upstream
- Artur Osuchowski – Członek Zarządu ds. Energetyki i Transformacji Energetycznej[65]
- Marcin Wasilewski – Członek Zarządu ds. Technologii[66]

#### Rada Nadzorcza
- Wojciech Popiołek – Przewodniczący Rady Nadzorczej[67][68]
- Michał Gajdus – Wiceprzewodniczący Rady Nadzorczej[67][68]
- Katarzyna Łobos – Sekretarz Rady Nadzorczej[67][68]
- Ewa Gąsiorek[67][68]
- Kazimierz Mordaszewski[67][68]
- Mikołaj Pietrzak[67][68]
- Marian Sewerski
- Ewa Sowińska[69]
- Piotr Wielowieyski
- Tomasz Zieliński[67][68]

## Orlen Team
W 2002 spółka stworzyła specjalny zespół rajdowy pod nazwą Orlen Team. W skład ekipy weszli trzej motocykliści Jacek Czachor, Marek Dąbrowski i Jakub Przygoński oraz kierowca rajdowy Szymon Ruta i jego pilot.
Historia projektu:
- przełom 1999 i 2000 – Jacek Czachor i Marek Dąbrowski – pierwszy start w Rajdzie Dakar 2000 (pierwsi polscy motocykliści, którzy go ukończyli).
- czerwiec 2002 – powstanie zespołu w obecnej formule (2 motocyklistów + załoga samochodowa Komornicki/Marton) – starty w Mistrzostwach Świata FIM i Pucharze Świata FIA w rajdach terenowych oraz Rajdzie Dakar.
- wrzesień 2004 – dotychczasową załogę samochodową zastąpili Krzysztof Hołowczyc i J.M. Fortin. Marek Dąbrowski był drugim wicemistrzem świata w 2004 oraz pierwszym Polakiem w historii Rajdu Dakar, który ukończył zawody w pierwszej dziesiątce. Jacek Czachor zdobył tytuł wicemistrza świata 2004 i 10. miejsce podczas Dakar 2007 (etapowe miejsca w pierwszej trójce).
- Dakar 2009 – Krzysztof Hołowczyc 5. miejsce, debiutujący Jakub Przygoński 11. miejsce, Jacek Czachor 20. miejsce, Marek Dąbrowski wycofał się z powodu ciężkiej kontuzji.

## Kontrowersje
- Z PKN Orlen związana była tak zwana afera Orlenu (2004), a z nią prace poświęconej jej sejmowej komisji śledczej.
- W 2002 należąca do PKN Orlen rafineria w Trzebini zamieszana była w aferę paliwową.
- 23 czerwca 2014 tygodnik „Wprost” opublikował w ramach badań afery podsłuchowej rozmowę ze stycznia 2014 ówczesnego prezesa PKN Orlen Dariusza Jacka Krawca z ówczesnymi politykami ministrem skarbu państwa Włodzimierzem Karpińskim i sekretarzem stanu w tym resorcie Zdzisławem Gawlikiem o cenach paliwa i manipulowaniu nimi przez koncern w celu wygrania wyborów parlamentarnych w 2011 roku przez Platformę Obywatelską[70][71]. Według Dariusza Jacka Krawca ówczesny premier RP Donald Tusk po wygranych wyborach miał powiedzieć, że „Teraz to paliwo może być nawet i po 7 zł”[70].
- 7 grudnia 2020 grupa PKN Orlen poinformowała o podpisaniu umowy przedwstępnej na przejęcie grupy Polska Press. Decyzja ta spotkała się z uznaniem ze strony środowisk popierających partię Prawo i Sprawiedliwość, jednocześnie wywołując oburzenie i zdecydowaną krytykę ze strony części dziennikarzy, środowisk opozycyjnych i centrystycznych[72].
- RPO Adam Bodnar wypowiedział się krytycznie, podkreślając zagrożenia dla wolności słowa poprzez fakt przejęcia Polska Press przez spółkę państwową, zaznaczając, że „Konstytucyjna zasada wolności prasy wyklucza zaś jej prawne podporządkowanie władzom politycznym – choćby pośrednie” oraz „Inaczej wolna prasa, której cechą jest krytycyzm wobec władzy, może się przekształcić w zależne od niej biuletyny informacyjne i propagandowe. A koncentracja w jednym koncernie druku prasy, jej wydawania i kolportażu to próba powrotu do niechlubnych tradycji RSW „Prasa-Książka-Ruch” z PRL”[73].
- Na 11 czerwca 2022 zaplanowano ogólnopolską akcję Blokujemy Orlen w 130 miastach, ale odbyła się ona ostatecznie w 51 z nich[74][75].
- Tuż przed wyborami parlamentarnymi w 2023 roku miały miejsce tzw. cuda na Orlenie. Pomimo tego, że na światowym rynku ceny ropy rosły, na stacjach Orlenu ceny paliw gwałtownie spadły[76]. Spowodowało to oskarżenia o ręczne sterowanie gospodarką, działanie na szkodę spółki oraz działanie na rzecz partii rządzącej[77]. Ponadto kontrowersje wywołał mail Orlenu do stacji paliw, w którym koncern zobowiązywał stacje do wywieszania informacji o awarii dystrybutorów w przypadku braku paliw[78].